# Irak i olympiska sommarspelen 2008
Irak deltog i de olympiska sommarspelen 2008 i Peking. Sju irakiska idrottare hade i juli 2008 kvalificerat sig till spelen. Den 24 juli 2008 beslutade IOK att utesluta Irak från spelen, men efter fem dagars förhandling tilläts Irak att delta. Fyra idrottare i två sporter kunde till slut ställa upp. Inga medaljer vanns av de irakiska deltagarna.

## Friidrott
- Huvudartikel: Friidrott vid olympiska sommarspelen 2008

Förkortningar
- Noteringar – Placeringarna avser endast löparens eget heat
- Q = Kvalificerad till nästa omgång
- q = Kvalificerade sig till nästa omgång som den snabbaste idrottaren eller, i fältgrenarna, via placering utan att uppnå kvalgränsen.
- NR = Nationellt rekord
- N/A = Omgången ingick inte i grenen
- Bye = Idrottaren behövde inte delta i denna omgång

Herrar
Fältgrenar
| Idrottare             | Gren           | Kval    | Kval      | Final            | Final            |
| Idrottare             | Gren           | Distans | Placering | Distans          | Placering        |
| --------------------- | -------------- | ------- | --------- | ---------------- | ---------------- |
| Haidar Nasser Shaheed | Diskuskastning | 54.19   | 36        | Gick inte vidare | Gick inte vidare |

Damer
Bana & landsväg
| Idrottare    | Gren  | Heat     | Heat      | Kvartsfinal      | Kvartsfinal      | Semifinal        | Semifinal        | Final            | Final            |
| Idrottare    | Gren  | Resultat | Placering | Resultat         | Placering        | Resultat         | Placering        | Resultat         | Placering        |
| ------------ | ----- | -------- | --------- | ---------------- | ---------------- | ---------------- | ---------------- | ---------------- | ---------------- |
| Dana Hussain | 100 m | 12.36    | 6         | Gick inte vidare | Gick inte vidare | Gick inte vidare | Gick inte vidare | Gick inte vidare | Gick inte vidare |

## Rodd
Herrar
| Idrottare                     | Gren          | Heat    | Heat      | Återkval | Återkval  | Semifinal | Semifinal | Final   | Final     | Final |
| Idrottare                     | Gren          | Tid     | Placering | Tid      | Placering | Tid       | Placering | Tid     | Placering |       |
| ----------------------------- | ------------- | ------- | --------- | -------- | --------- | --------- | --------- | ------- | --------- | ----- |
| Hamzah Al-Hilfi Haider Nawzad | Dubbelsculler | 7:00,46 | 5 R       | 6:52,71  | 5 FC      | BYE       | BYE       | 6:52,02 | 14        |       |